# Chronologie du droit des étrangers en France
 (septembre 2023).
Si vous disposez d'ouvrages ou d'articles de référence ou si vous connaissez des sites web de qualité traitant du thème abordé ici, merci de compléter l'article en donnant les références utiles à sa vérifiabilité et en les liant à la section « Notes et références ».
Cet article présente une chronologie des successives réformes du droit des étrangers en France,.

## Gouvernement provisoire
- Décret du 28 mars 1848 relatif à la naturalisation des étrangers : décret facilitant les procédures de naturalisations en abaissant les coûts et la durée de domiciliation en France préalable nécessaire à la naturalisation.

## Deuxième République
- Loi du 3 décembre 1849 sur la naturalisation et le séjour des étrangers en France : texte législatif qui revient sur les acquis de la Révolution de 1848 en accroissant les pouvoirs du préfet en matière d'expulsion et en restreignant les possibilités de naturalisation.

## Troisième République
- Loi du 7 février 1851 sur le droit de la nationalité : Cette loi introduit le principe du double jus soli dans l'acquisition de la nationalité française.
- Loi du 26 juin 1889 sur la nationalité : Cette loi libéralise les procédures de naturalisation en étendant le double droit du sol.
- Loi du 8 août 1893 relative au séjour des étrangers en France et à la protection du travail national : Cette loi introduit le principe de la taxation de la présence étrangère en France et accroît le contrôle administratif de ces populations.
- Loi du 10 août 1927 sur la nationalité : La Loi sur la nationalité française de 1927 assouplit les règles de la nationalité en France après la Première Guerre mondiale. Elle permet aux enfants nés en France d'étrangers de devenir français à leur majorité, sauf s'ils s'y opposent. De plus, elle réduit le délai de résidence en France nécessaire pour demander la naturalisation de dix à trois ans.
- Loi du 10 août 1932 relative à la protection de la main d’œuvre nationale : Cette loi vise à restreindre l'immigration et l'emploi des étrangers en France. Elle établit un quota de 10 % de travailleurs étrangers dans les entreprises privées, abaissé à 5 % pour les entreprises publiques. Adoptée en réponse à la crise économique des années 1930, elle représente une approche restrictive des droits des étrangers en France. Ces mesures n'ont pas été reconduites dans les ordonnances de 1945.

## Régime de Vichy
- Loi relative aux ressortissants étrangers de race juive : Cette loi autorisait l'internement des ressortissants étrangers juifs dans des camps spéciaux par décision du préfet de leur lieu de résidence. De plus, la loi permettait que les ressortissants étrangers juifs soient assignés à une résidence forcée par décision du préfet de leur département de résidence.
- Lois sur le statut des Juifs du régime de Vichy

## Gouvernement provisoire de la République française
- Ordonnance de 1945 relative à l’entrée et au séjour des étrangers en France : Elle crée l’office national d’immigration, et sera codifiée en 2004 dans le code de l'entrée et du séjour des étrangers et du droit d'asile

## Quatrième République

### Présidence Vincent Auriol

#### Gouvernement Antoine Pinay
- Loi n° 52-893 du 25 juillet 1952 relative au droit d'asile : fixe les conditions d’application de la convention de Genève en droit interne français (c'est l’asile conventionnel), crée l'OFPRA et la CNDA.

## Cinquième République

### Présidence de François Mitterrand

#### Gouvernement Jacques Chirac (2)
- Loi Pasqua du 9 septembre 1986 : La première « loi Pasqua » durcit les règles d'entrée et de séjour des étrangers en France, en augmentant les formalités, en limitant l'attribution de la carte de résident, en autorisant l'expulsion immédiate des étrangers en situation irrégulière sans contrôle judiciaire, et en réduisant les garanties de procédure pour les expulsions.

#### Gouvernement Édouard Balladur
- Loi Pasqua du 24-29 août 1993 : La deuxième « loi Pasqua » a restreint l'obtention automatique de la nationalité française pour les mineurs nés en France de parents étrangers dotés d'une carte de séjour, introduit des conditions strictes pour l'affiliation aux prestations sociales en fonction de la régularité du séjour, et a mis en place des dispositions limitant les droits des étrangers en situation de polygamie. Elle a également interdit la naturalisation des personnes ayant été condamnées à six mois de prison, exigé un certificat d'hébergement pour les visiteurs étrangers.
- Loi du 22 juillet 1993 réformant le droit de la nationalité, également connue sous le nom de « loi Mehaignerie », a apporté des modifications importantes au droit de la nationalité en France, en instaurant une exigence connue sous le nom de « manifestation de volonté » pour l'acquisition de la nationalité française.

### Présidence de Jacques Chirac

#### Gouvernement Alain Juppé (2)
- Loi Debré du 24 avril 1997 : Cette loi autorise la confiscation des passeports des étrangers en situation irrégulière, autorise également l'enregistrement des empreintes digitales des étrangers demandant un titre de séjour, et limite les compétences du juge en ce qui concerne la rétention.

#### Gouvernement Lionel Jospin
- Loi du 16 mars 1998 relative à la nationalité : La loi Guigou de 1998 a assoupli les règles de la loi Pasqua de 1993 pour les mineurs nés en France de parents étrangers, en supprimant l'obligation de faire une demande de nationalité entre 16 et 21 ans. La loi a également introduit un titre d'identité républicain pour faciliter les voyages dans l'espace Schengen.
- Loi du 11 mai 1998 relative à l'entrée et au séjour des étrangers en France et au droit d'asile

#### Gouvernement Jean-Pierre Raffarin (2)
- Loi du 26 novembre 2003 relative à la maîtrise de l'immigration, au séjour des étrangers en France et à la nationalité : Cette loi comprend plusieurs modifications importantes de l'ordonnance de 1945, notamment l'allongement des délais de rétention des étrangers en situation irrégulière, la création d'un fichier d'empreintes digitales et de photos à partir des demandes de visas pour identifier les séjours irréguliers, le renforcement des peines pour ceux qui aident les étrangers à entrer ou à séjourner illégalement en France. Une disposition prévoyant des sanctions plus lourdes pour l'emploi d'étrangers sans permis de travail fut abandonnée. Le Conseil constitutionnel a invalidé une tentative de légaliser les statistiques ethniques et a critiqué une partie de l'article 76 de la loi concernant le contrôle du consentement des futurs époux en cas d'irrégularité de séjour.
- Loi du 10 décembre 2003 modifiant la loi du 25 juillet 1952 relative au droit d'asile crée la protection subsidiaire en remplacement de l'asile territorial, et institue la demande d’asile unique auprès de l’OFPRA.

#### Gouvernement Dominique de Villepin
- Loi du 23 janvier 2006 relative à la lutte contre le terrorisme : La loi, en autre, augmente le délai durant lequel une dénaturalisation est possible pour un condamné après sa naturalisation. Il passe de 10 à 15 ans
- Loi du 24 juillet 2006 relative à l'immigration et à l'intégration : La loi de 2006 a introduit des mesures clés, notamment l'obligation d'obtenir un visa pour un titre de séjour, un contrat d'accueil et d'intégration obligatoire, des critères d'intégration pour la carte de résident, des délais plus longs pour le regroupement familial, et une carte "compétence et talents" pour les étrangers contribuant au développement de la France.

### Présidence de Nicolas Sarkozy

#### Gouvernement François Fillon (2)
- Loi du 20 novembre 2007 relative à la maîtrise de l'immigration, à l'intégration et à l'asile : La loi a introduit plusieurs dispositions, notamment l'utilisation des tests génétiques pour prouver la filiation dans le regroupement familial, des dispositions concernant l'accès aux centres d'hébergement d'urgence pour les étrangers en situation irrégulière, et d'autres mesures comme le durcissement des conditions de regroupement familial et les mesures d'éloignement des étrangers.
- Loi du 16 juin 2011 relative à l'immigration, à l'intégration et à la nationalité : La loi inclut des dispositions dépassant les directives européennes, telles que l'assignation à résidence et la surveillance électronique. Elle modifie les droits des étrangers en augmentant la durée maximale de rétention (de 32 à 42 jours), en limitant l'accès à l'aide juridictionnelle, en reformant les mesures d'éloignement (création de l'OQTF), et en créant des zones d'attente pour les personnes en instance.

### Présidence de François Hollande

#### Gouvernement Jean-Marc Ayrault (2)
- Loi du 31 décembre 2012 relative à la retenue pour vérification du droit au séjour et modifiant le délit d’aide au séjour irrégulier pour en exclure les actions humanitaires et désintéressées

#### Gouvernement Manuel Valls (2)
- Loi du 29 juillet 2015 relative au droit d'asile
- Loi du 7 mars 2016 relative au droit des étrangers en France

### Présidence d'Emmanuel Macron

#### Gouvernement Édouard Philippe (2)
- Loi du 10 septembre 2018 pour une immigration maîtrisée, un droit d'asile effectif et une intégration réussie : La loi comprend des mesures restrictives pour leur impact sur les demandeurs d'asile, telles que la réduction des délais pour déposer une demande d'asile. La durée maximale de séjour en centre de rétention pour les étrangers en situation irrégulière est prolongée, de 45 à 90 jours.

#### Gouvernement Élisabeth Borne
- Loi du 26 janvier 2024 pour contrôler l'immigration, améliorer l'intégration. La loi inclut un large volet sur les procédures d'expulsion, une réforme de la procédure de demande d'asile, et, jusqu'à fin 2026 seulement, un nouveau titre de séjour pour les travailleurs des métiers en tension.